# Caproni Ca.311
Caproni Ca.311 là một loại máy bay ném bom hạng nhẹ-trinh sát của Ý trong Chiến tranh thế giới II.

## Biến thể
- Ca.311
- Ca.311M (Modificato - "Sửa đổi")

## Quốc gia sử dụng
Independent State of Croatia
- Zrakoplovstvo Nezavisne Države Hrvatske

 Ý
- Regia Aeronautica

 Kingdom of Yugoslavia
- Không quân Hoàng gia Nam Tư

 Nam Tư
- Không quân SFR Nam Tư - Sau chiến tranh.

## Tính năng kỹ chiến thuật (Ca.311)
Đặc điểm tổng quát
- Kíp lái: 3
- Chiều dài: 11,74 m (38 ft 6 in)
- Sải cánh: 16,20 m (53 ft 2 in)
- Chiều cao: 3,69 m (12 ft 1 in)
- Diện tích cánh: 38,4 m2 (413 ft2)
- Trọng lượng rỗng: 3.460 kg (7.630 lb)
- Trọng lượng có tải: 4.822 kg (10.630 lb)
- Powerplant: 2 × Piaggio P.VII kiểu động cơ piston bố trí tròn, 350 kW (470 hp) mỗi chiêc

Hiệu suất bay
- Vận tốc cực đại: 307 km/h (191 mph)
- Tầm bay: 1.600 km (1.000 dặm)
- Trần bay: 7.400 m (24.300 ft)

Vũ khí trang bị
- 3 × Súng máy Breda-SAFAT 7,7 mm (.303 in)
- 400 kg (880 lb) bom